# Весёлка Адриана
Весёлка Адриана (лат. Phallus hadriani) — вид грибов из рода Весёлка семейства Весёлковые.
Назван в честь Адриана Юния (нидерландского врача и учёного XVI в.). В 1562 году он впервые использовал слово Phallus по отношению к некоторому грибу, предположительно описывая именно этот вид.

## Название на других языках
- Sromotnik fiołkowy (польский)
- Dune Stinkhorn (английский)
- Hadovka Hadriánova (словацкий)
- Homoki szömörcsög (венгерский)
- Duinstinkzwam (нидерландский)

## Описание

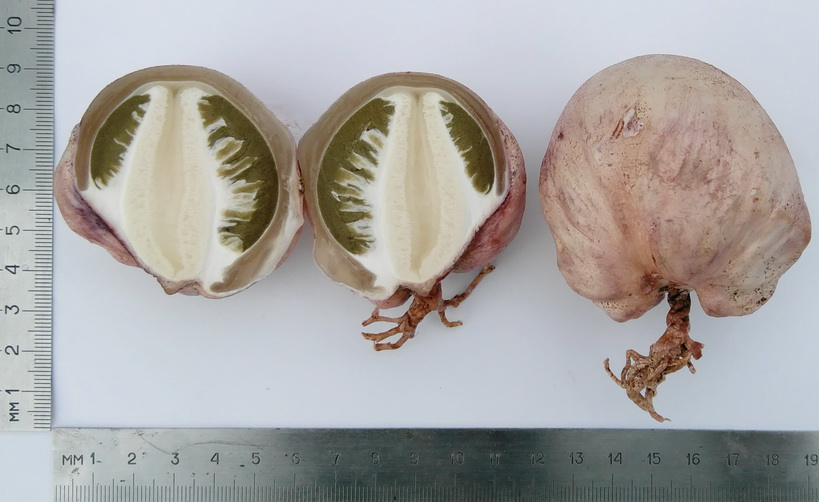
Яйцо в разрезе

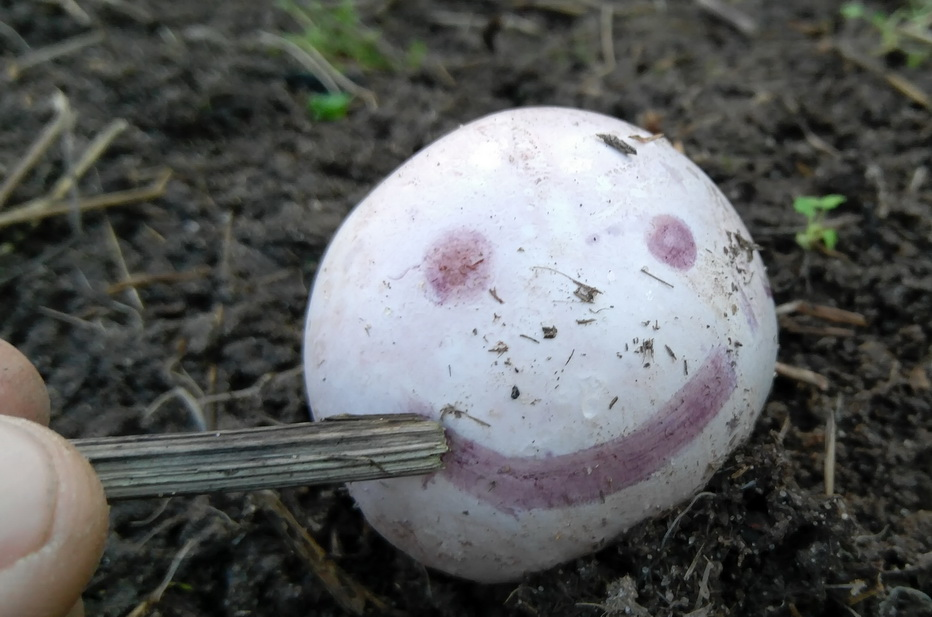
Изменение цвета перидия от прикосновения

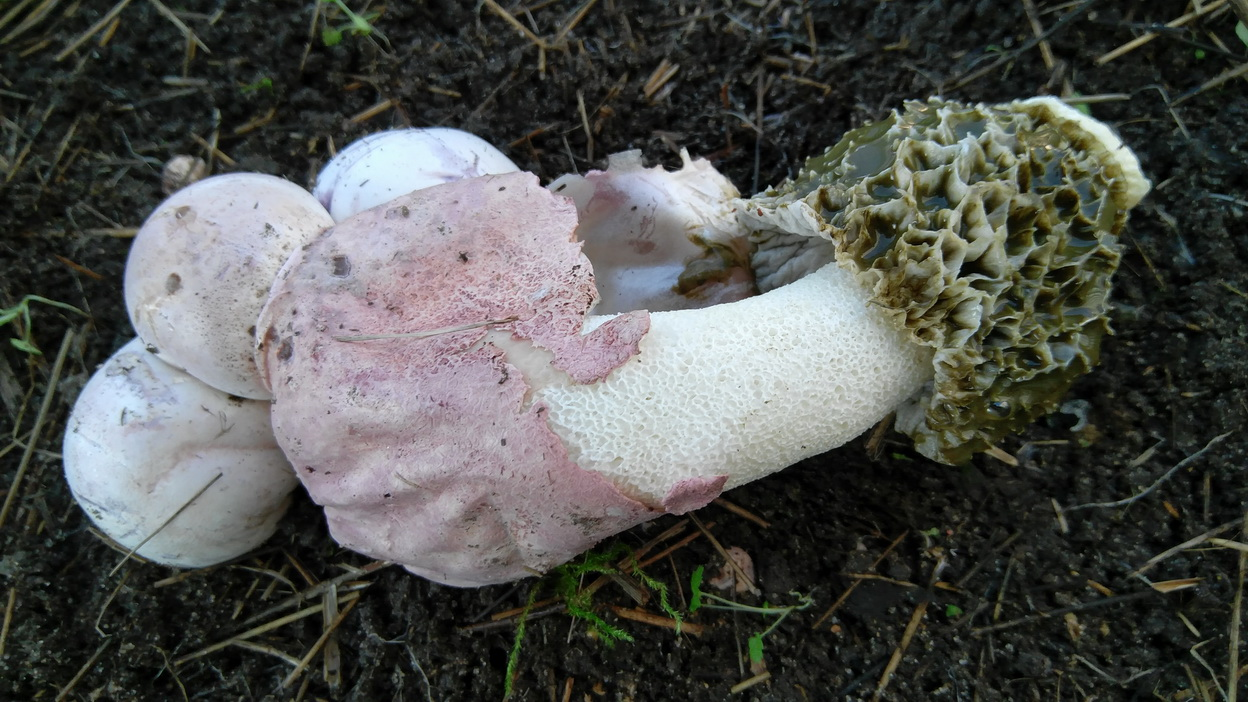
Веселка Адриана на разных стадиях развития

Весёлка Адриана в целом очень похожа на более известную и чаще встречающуюся весёлку обыкновенную (P. impudicus). Это шляпочный гриб высотой 10—20 см.
Молодое плодовое тело полуподземное, яйцевидной или шарообразной формы, диаметром 4—6 см, в основании с мицелиальными тяжами, своим видом напоминающие корни растений, толщина которых достигает нескольких мм.
Перидий (оболочка яйца) кожистый, гладкий, к низу складчатый. В начале белого, затем пурпурного, розового-фиолетового цвета. Интенсивность цвета усиливается, если взять яйцо в руки, а также при воздействии неблагоприятных факторов — сухой воздух, резкое изменение температуры и пр. Изнутри яйцо заполнено студенистой слизью, имеет специфический запах сырости. При созревании перидий разрывается на две-три части и имеет вид вольвы. Слизь при этом становится более жидкой и вытекая, способствует раскрытию рецептакула, который до этого момента находится внутри яйца в сжатом, как пружина состоянии (отсюда небывалая скорость «роста»).
Проросшее (зрелое) плодовое тело состоит из ножкоподобного рецептакула цилиндрической, утолщенной к низу формы, полого, с губчатыми стенками, белого, или желтовато-белого цвета, размерами 10—20 × 3—4 см. На верхушке рецептакула находится колокольчатая шляпка высотой 2—5 см, с ячеистой поверхностью, покрытая оливковой глебой.
Глеба по мере созревания разжижается, при этом гриб источает сильный орехово-дрожжевой запах, напоминающий запах кислого хлеба. Некоторые находят этот запах приятным. Наверху шляпки имеется диск белого цвета, неправильной формы с отверстием на вершине.
Споровый порошок оливкового цвета, споры 3,5 × 1,5—2,5 мкм, эллиптические, продолговатые, гладкие.

## Экология и распространение
Запах глебы привлекает слизней и насекомых, в том числе мух, пчел и жуков. Некоторые из этих животных потребляют споросодержащую слизь, что способствует распространению спор на значительные расстояния. Споры проходят неповрежденными через пищеварительный тракт насекомых и выходят с их фекалиями.

## Ареал
Гриб встречается в Европе (Дания, Ирландия, Нидерланды, Латвия, Польша, Норвегия, Словакия, Швеция, Украина), в Турции и Азии (Япония, Китай) и Северной Америке. В Австралии считается завезенным из Европы. На территории РФ попадается чаще всего в южных районах Европейской части. Плодовые тела появляются одиночно или небольшими группами. Встречается довольно редко. Произрастает на песчаной почве, в дюнах, а также на лужайках, в садах и парках.
Сезон плодоношения с мая по октябрь.

## Пищевые качества
Гриб съедобен как в молодом возрасте (на стадии яйца), так и в зрелом (после его раскрытия). При использовании в пищу зрелых грибов рекомендуется смывать споросодержащую слизь, иначе блюдо может окраситься в цвет болотной жижи.

## Лечебные свойства
Лекарственные свойства весёлки обыкновенной присущи и весёлке Адриана. Но поскольку гриб редко встречается в природе, официальных исследований с ним не проводилось.

## Меры охраны
Весёлка Адриана охраняется как редкий гриб в Латвии, Польше (до 2014), занесён в Красные региональные книги Калининградской области и республики Тыва.